# Benrátská linie

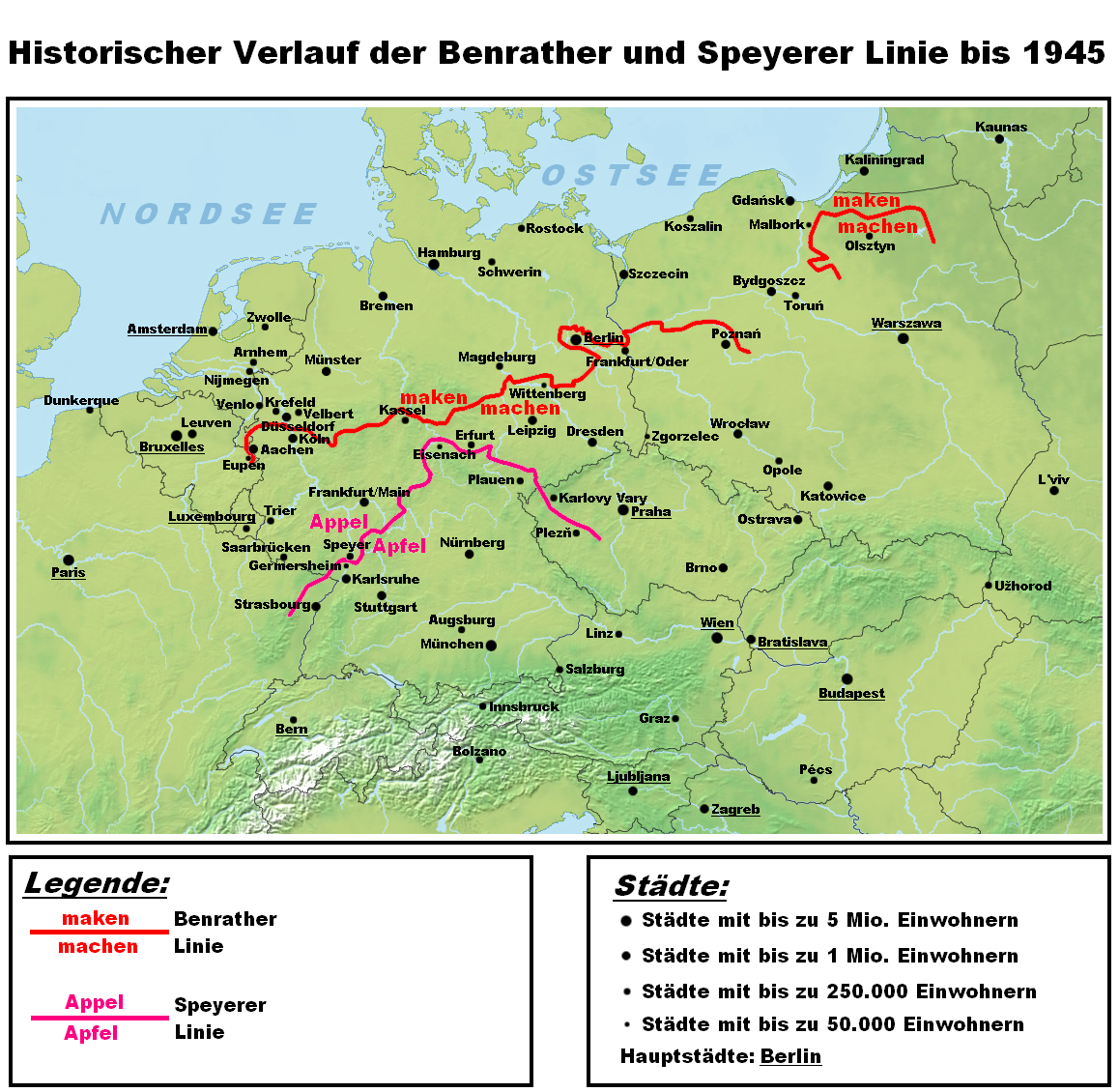
Mapa německých nářečí v roce 1945 (podle katedry niederlandistiky Vídeňské univerzity)

Benrátská linie je hranice (izoglosa) mezi dolnoněmeckými (Plattdeutsch) a ostatními německými dialekty. Pojmenována je podle města Benrath, nyní součásti Düsseldorfu. Severně od ní se spisovné „ch“ vyslovuje jako „k“ (machen jako maken). 

## Průběh linie
Benrátská linie se táhne od belgického města Eupen a přes Cáchy, Hünshoven, Linnich, Odenkirchen, Neuss, Düsseldorf-Benrath, Merscheid, Burg, Wipperfürth, Gummersbach, Freudenberg, Hilchenbach, Schmallenberg, Sachsenberg, Sachsenhausen, Zierenberg, Immenhausen, Hedemünden, Worbis, Sachsa, Benneckenstein, Ballenstedt, Aschersleben, Calbe, Barby, tokem řeky Labe, přes Aken, Rosslau, Zahna – Seyda – Dahme – Märkisch Buchholz – Königs Wusterhausen, obloukem obchází Berlín přes Köpenick, Charlottenburg, Špandavu a pak dál přes Fürstenwalde, Frankfurt nad Odrou, Kostřín, Gorzów Wielkopolski, Obrzycko a končí východně Poznaně.